# Bahnhistorischer Park Budapest
Koordinaten: 47° 32′ 31″ N, 19° 5′ 55″ O

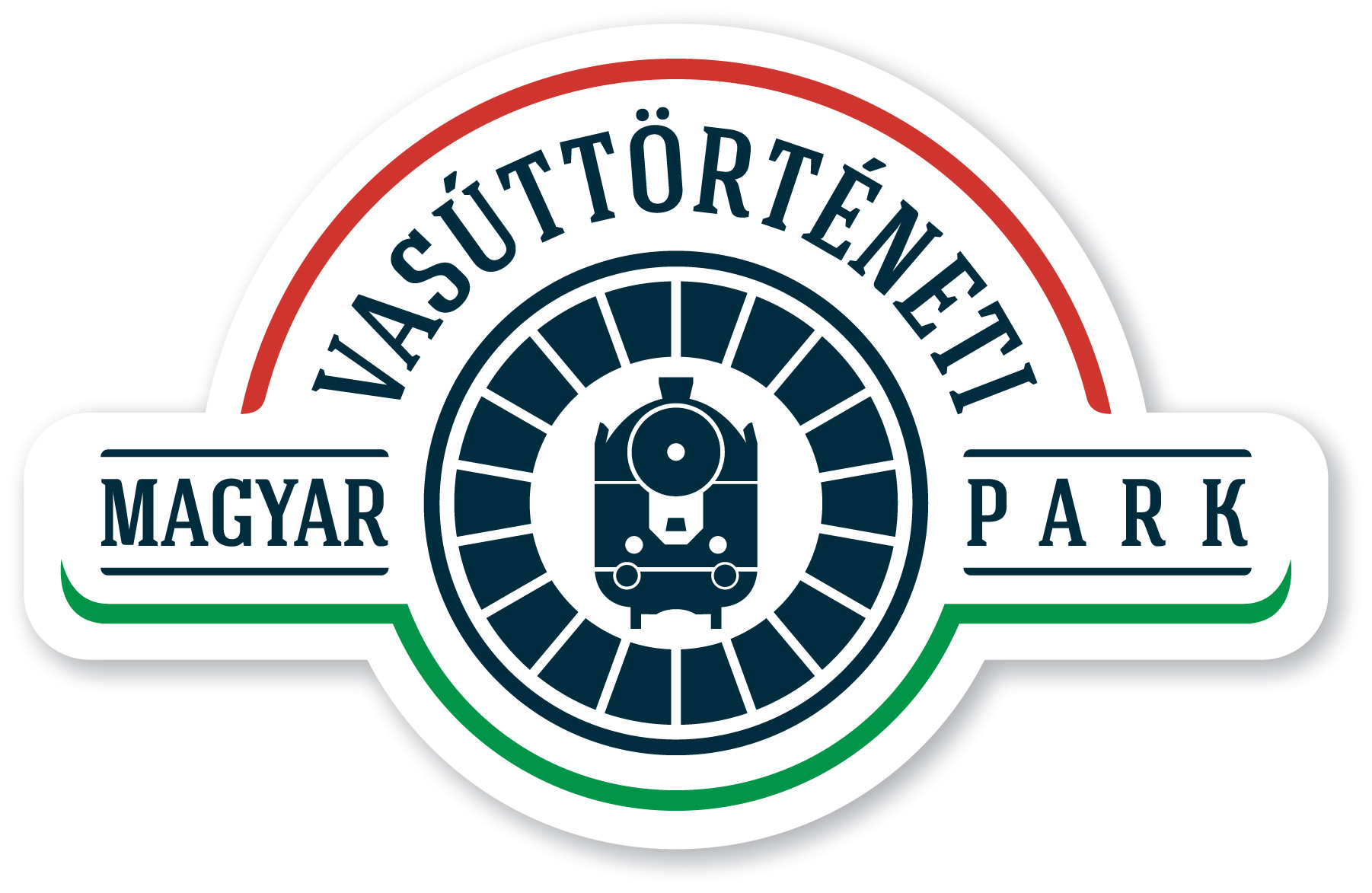
Logo Bahnhistorischer Park

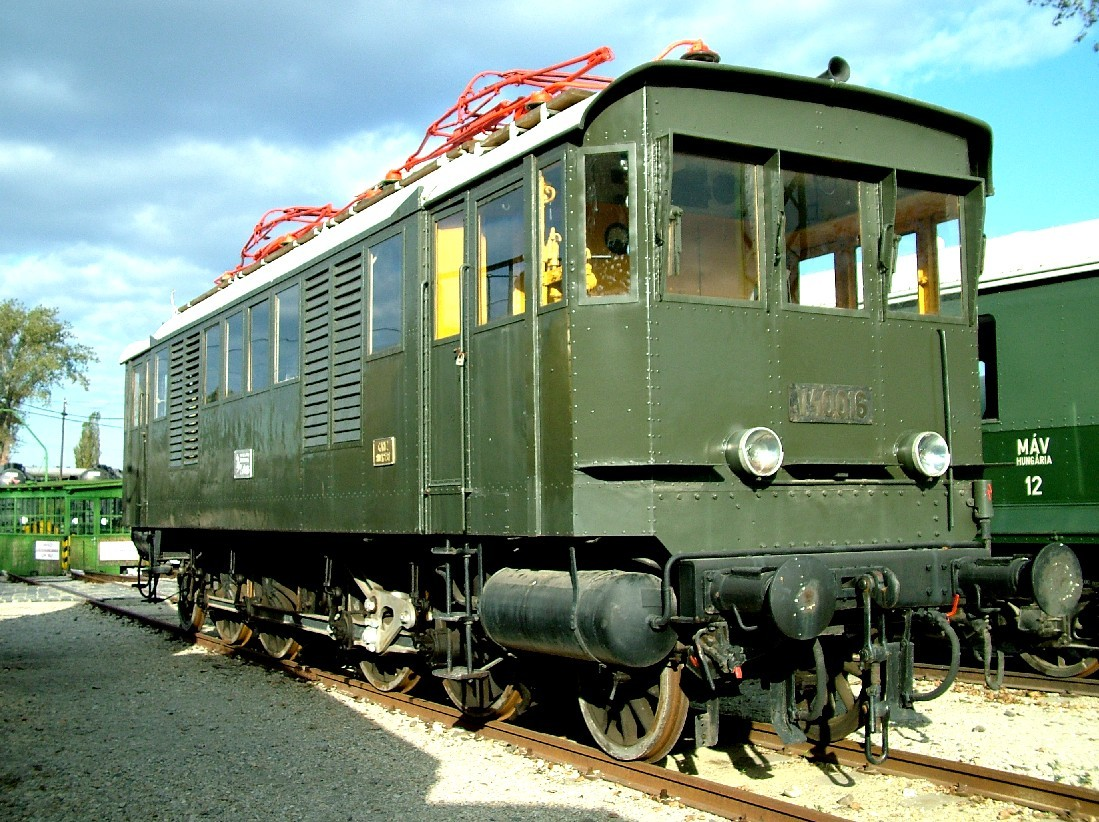
Historische E-Lok im Museum V40 016 System Kando von 1934

Der Bahnhistorische Park Budapest (ungarisch: Magyar Vasúttörténeti Park, auch Füsti Park, d. h. „Rauchpark“) – auch bekannt als Ungarisches Eisenbahnmuseum Füsti oder Lokpark Budapest – ist das nationale ungarische Eisenbahnmuseum in Budapest.

## Geschichte und Sammlung

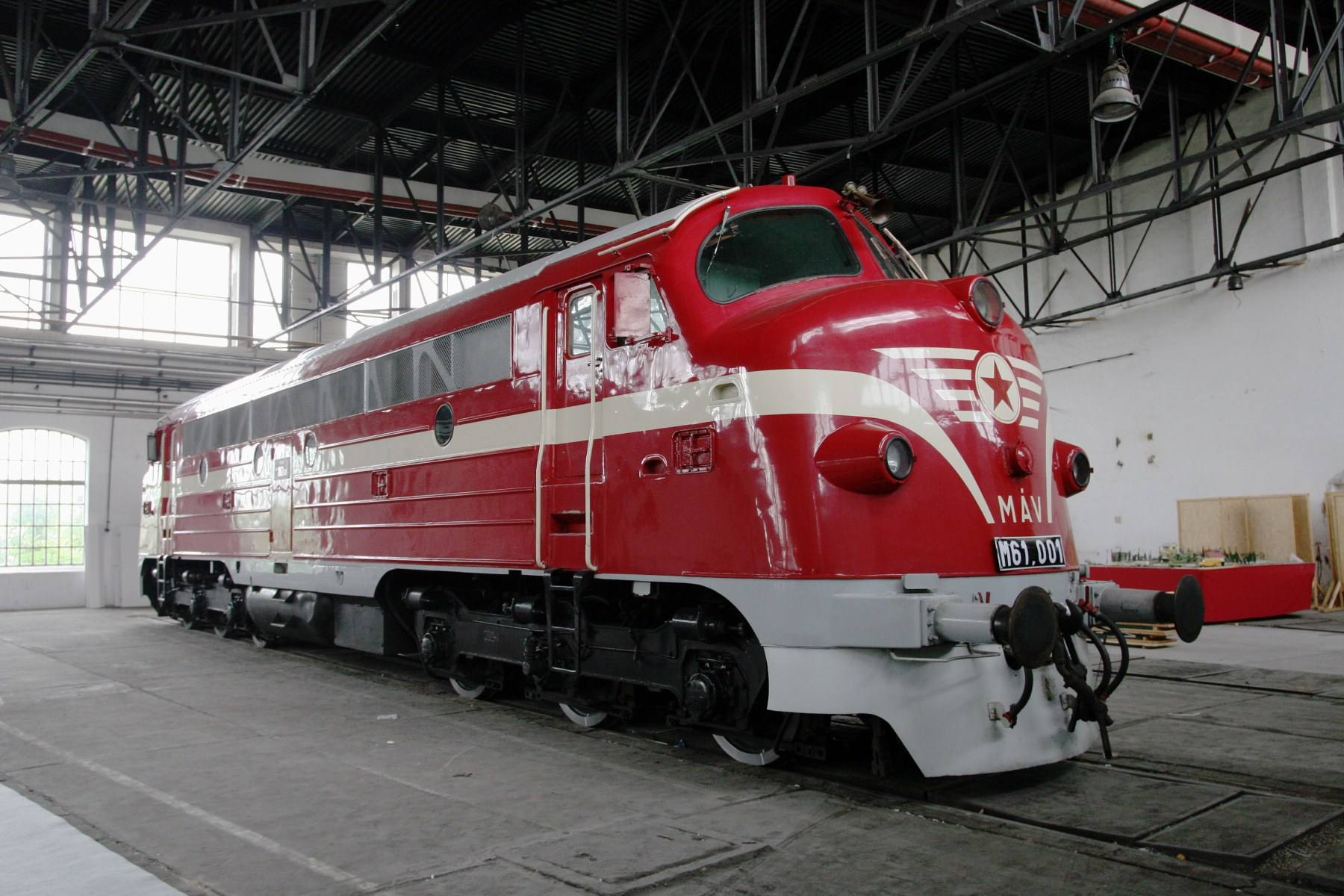
NoHAB-Diesellokomotive M61.001 im Lokschuppen

Der Ungarische Eisenbahnhistorische Park gilt als das größte Eisenbahnmuseum Mitteleuropas. Es ist im Gelände des ehemaligen nördlichen Bahnbetriebswerkes des Budapest Nyugati pályaudvar (Budapester Westbahnhofes) gelegen. Das Museum benutzt die Lokschuppen und das Freigelände des stillgelegten Bahnbetriebswerkes von 1911 und wurde am 14. Juli 2000 eingeweiht.
Das Gelände misst 70.000 m2. Es sind dort ca. 100 historische Eisenbahnfahrzeuge ausgestellt. Die Bestände dokumentieren die Entwicklung der ungarischen Eisenbahn seit 1870 bis heute. Neben einer Vielzahl historischer Dampflokomotiven, befinden sich in der Sammlung auch Diesel- und Elektroloks, wie etwa eine nach dem von Kálmán Kandó erfundenen Antriebsprinzip arbeitende Elektrolokomotive. Daneben findet man auch eine größere Anzahl Triebwagen, wie etwa den bahngeschichtlich bedeutenden Arpad sowie eine Sammlung historischer Güter- und Personenwagen. Dazu zählen seltene Exemplare wie ein CIWL-Teakholz-Speisewagen sowie ein historischer Vierachser der Südbahn-Gesellschaft.
Zahlreiche Fahrzeuge sind immer noch betriebsfähig oder wurden betriebsfähig aufgearbeitet. Bei Veranstaltungen im Park sind diese auch im Betrieb zu sehen und können teilweise eigenhändig gefahren werden. Bei Nostalgiesonderfahrten werden die Fahrzeuge regelmäßig im In- und Ausland eingesetzt.
Seit 2006 gibt es mit einer Einheit des ehemals weit verbreiteten Budapester Typs UV auch einen Straßenbahnzug im Füsti zu besichtigen.

## Angebot und Programme
- Eisenbahnhistorische Dauerausstellung
- Bibliothek und Filmmuseum
- Gartenbahn (kertivasút)
- Modelleisenbahn (terepasztal)
- Straßenbahn
- die Möglichkeit mit einer Draisine (vágánygépkocsi) zu fahren
- die Möglichkeit, eigenhändig Lokomotiven zu fahren
- Lokomotivsimulator
- Pferdeeisenbahn (lóvasút)

## Bilder

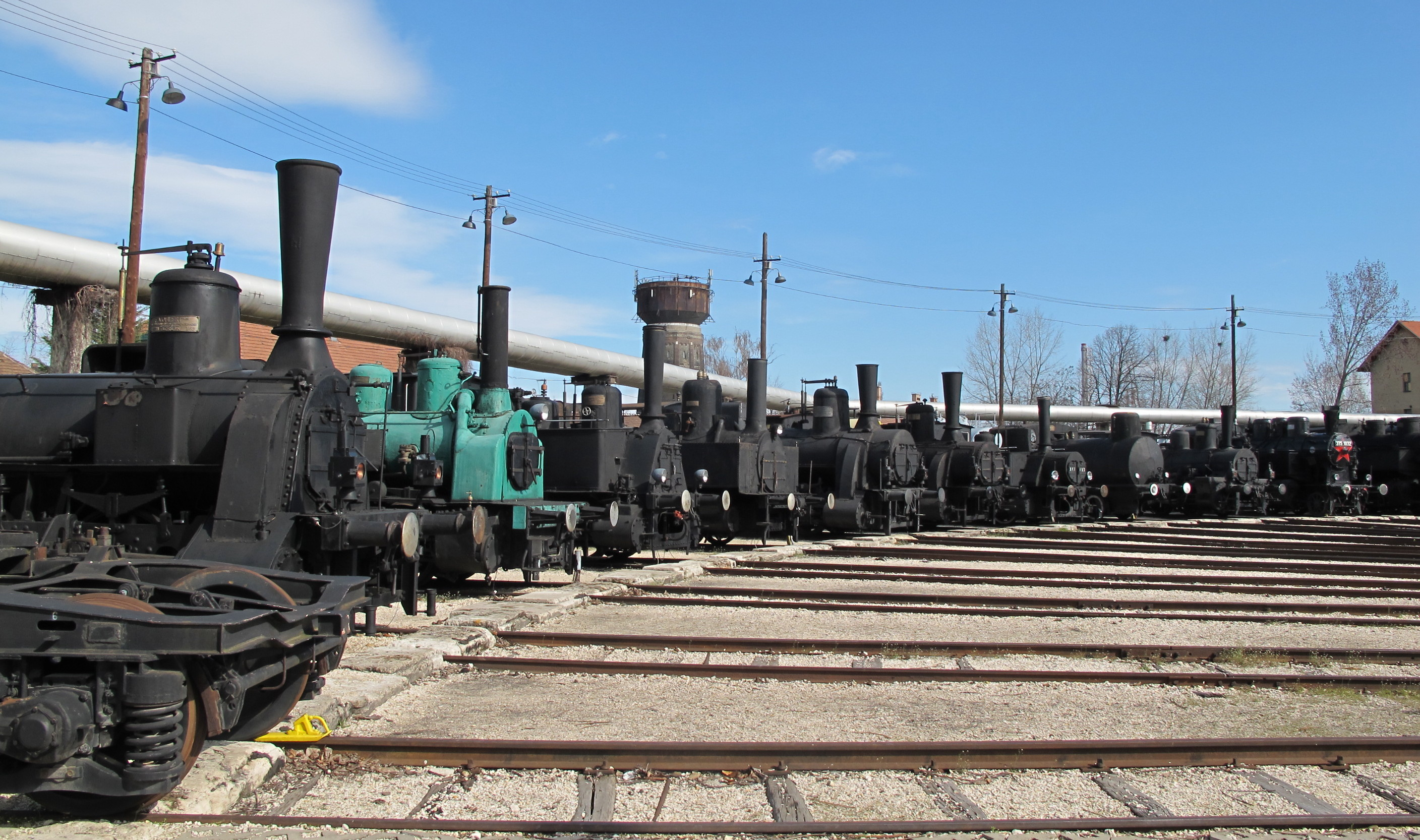
Dampfloks
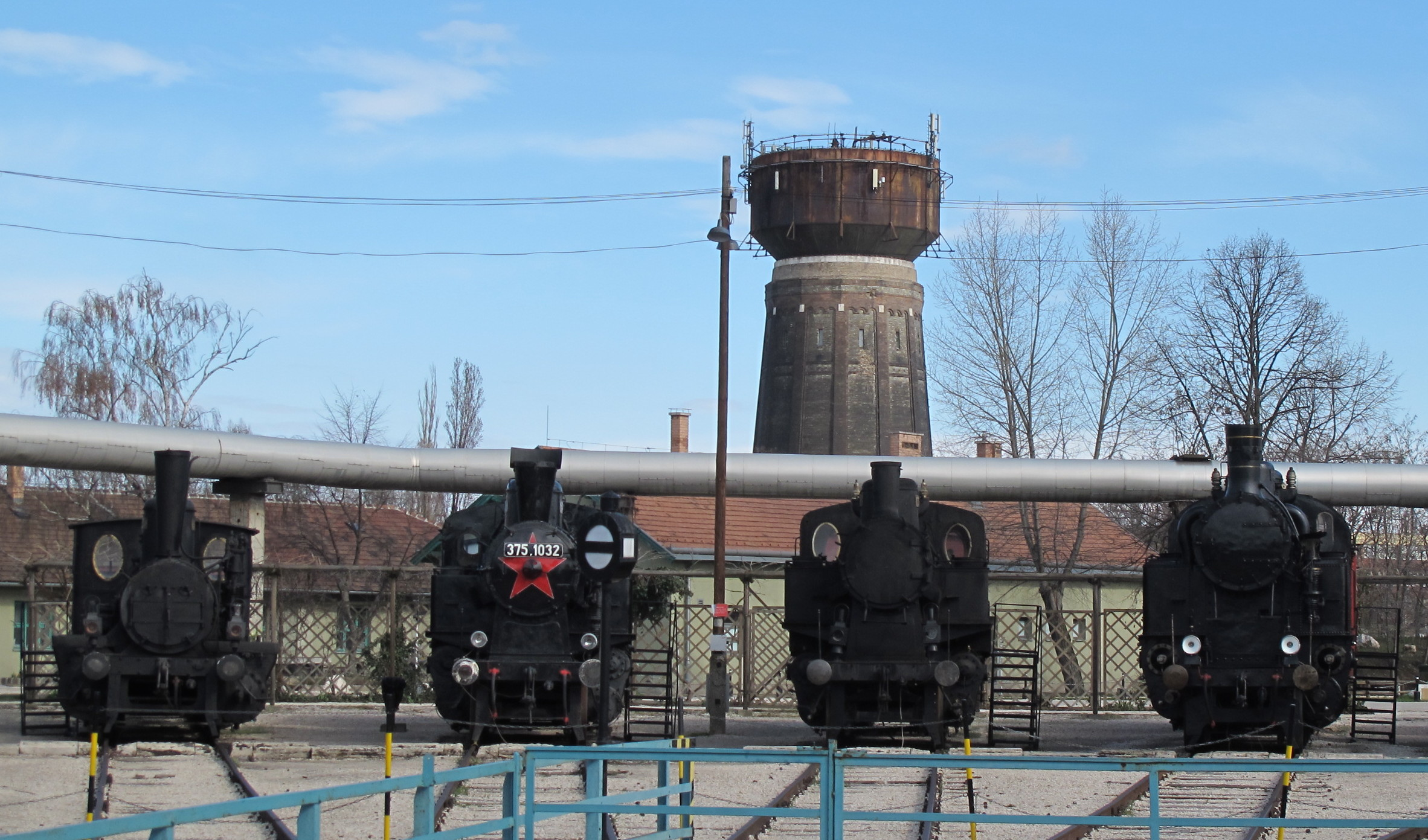
Dampfloks
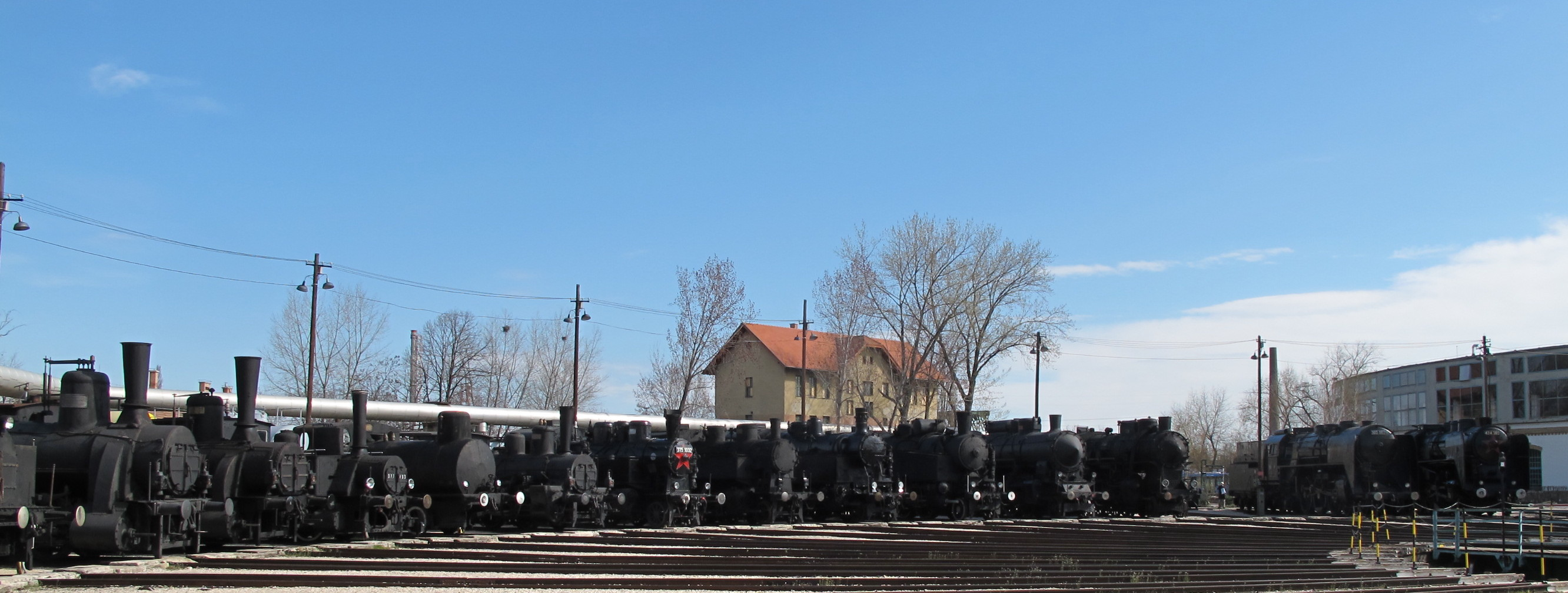
Dampfloks
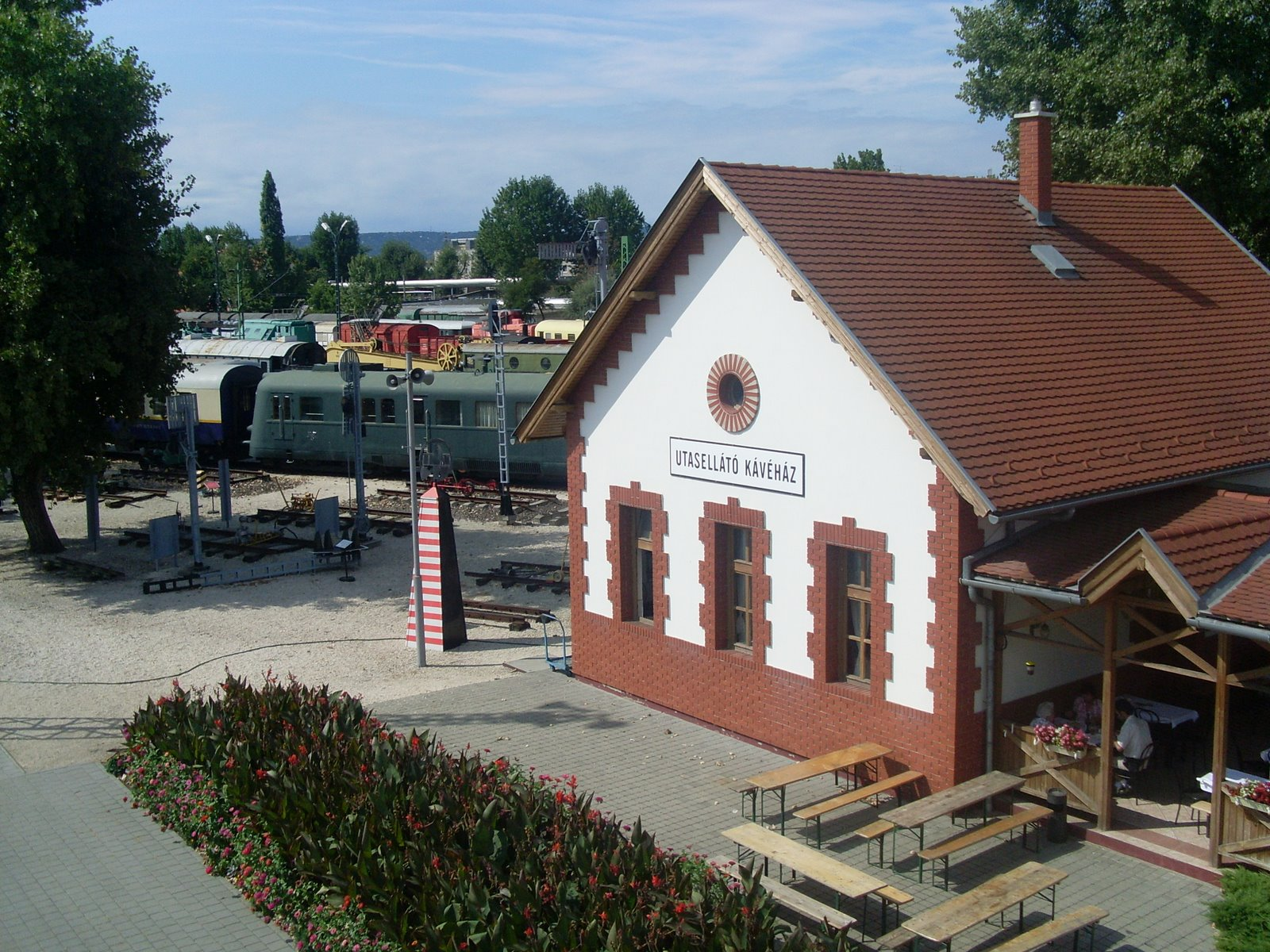
Imbiss in Form eines typischen Nebenbahn-Aufnahmegebäudes
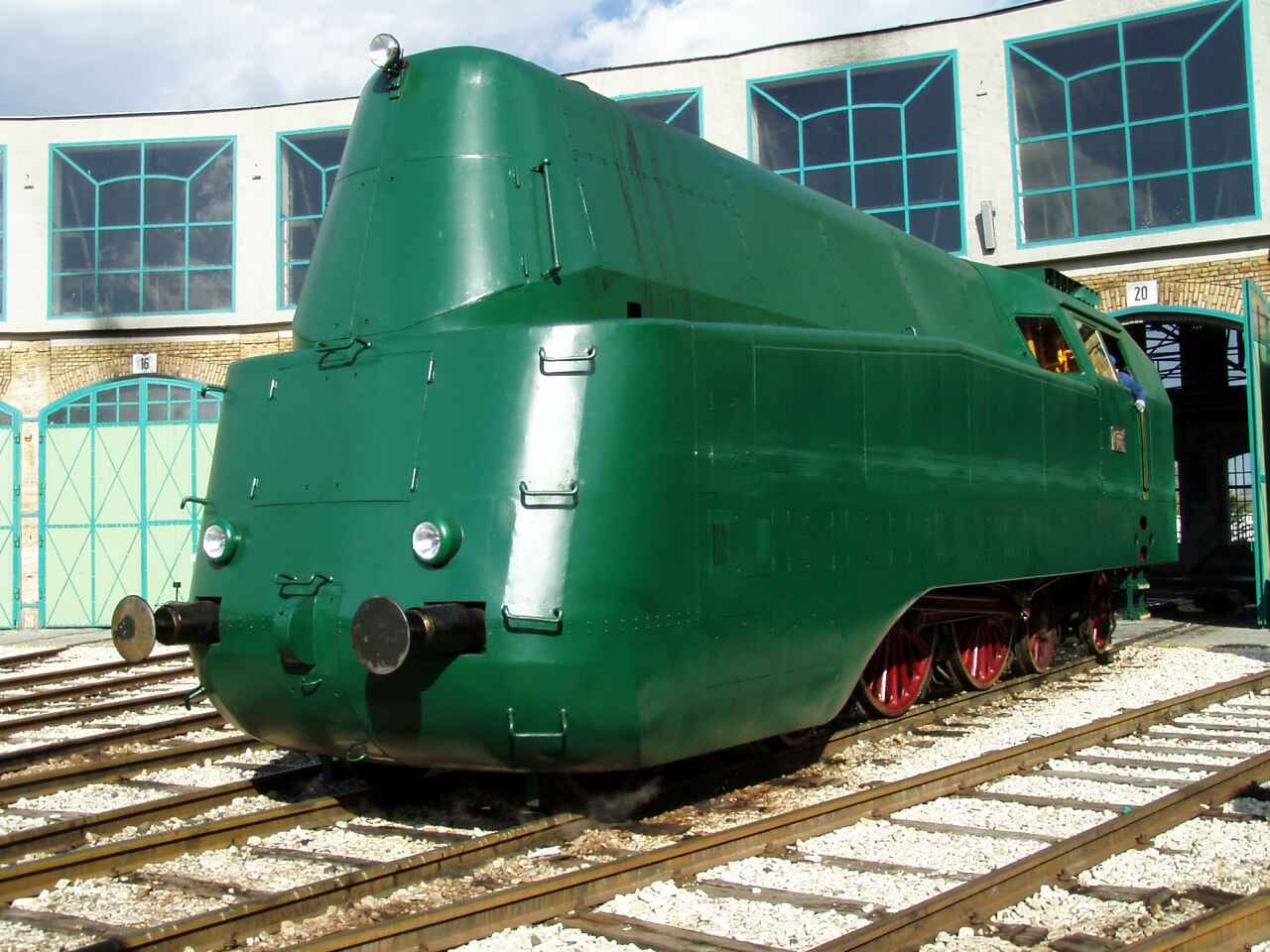
Stromliniendampflok MÀV 242
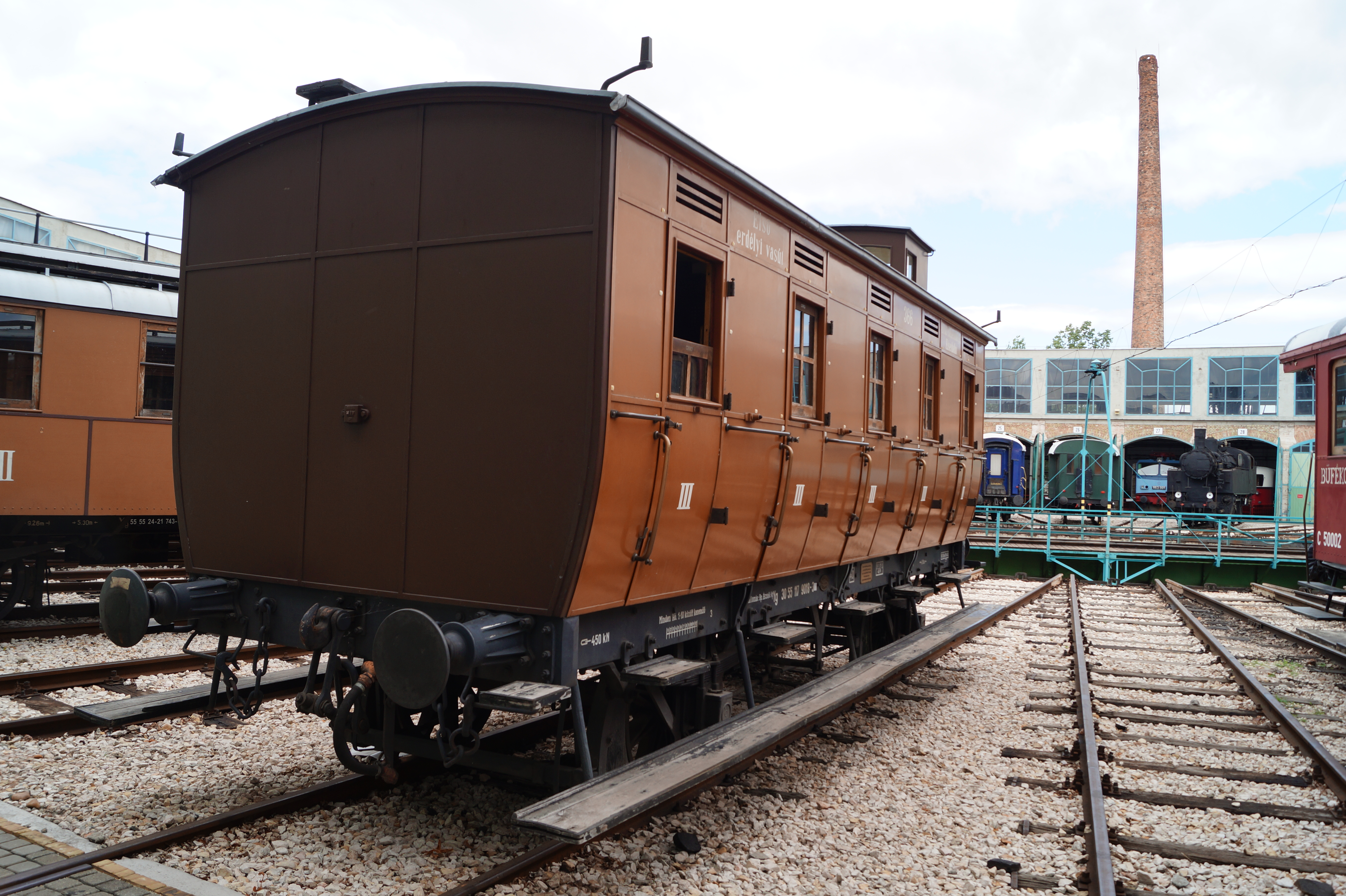
Historischer Personenwagen (2. Hälfte des 19. Jahrhunderts)
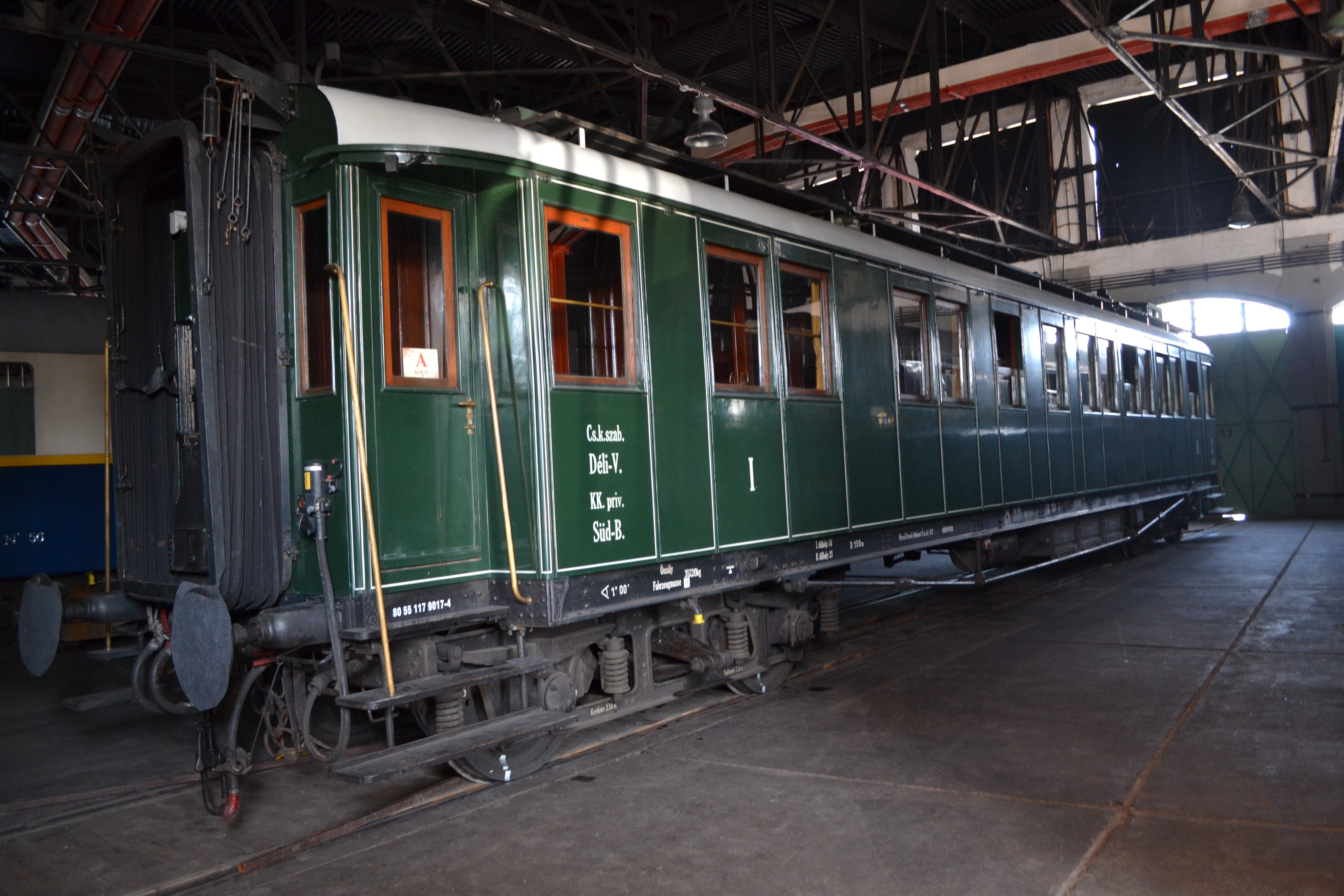
Personenwagen der Südbahn-Gesellschaft

## Filmbilder
- Gernot Stadler, Björn Kölz: Auf den Schienen des Doppeladlers – Von der Puszta an die Adria. Film von 3sat, 2018. 50 Min. (Zum Museum die ersten 10 Minuten.)